# Adrian Willaert

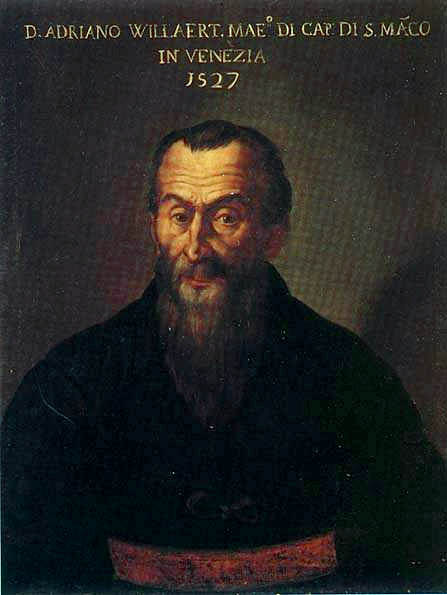
Adrian Willaert.

Adrian Willaert (c. 1490 - 7 de diciembre de 1562) fue un compositor flamenco de música del Renacimiento, y fundador de la Escuela Veneciana de música. Fue uno de los más representativos miembros de la generación de compositores nórdicos que viajaron a Italia y trasplantaron allí el estilo polifónico de la música francoflamenca. 

## Biografía
Nació en Rumbeke, actual Bélgica. Según su alumno Gioseffo Zarlino, el renombrado teórico musical del fines del siglo XVI, Willaert fue a París a estudiar leyes, pero en cambio decidió dedicarse a la música. En París conoció a Jean Mouton, principal compositor de la capilla real francesa, y compatriota estilístico de Josquin Des Pres. 
Alrededor de 1515 Willaert viaja por primera vez a Roma. Se conoce una anécdota ilustrativa de la habilidad musical del joven compositor: Willaert se sorprendió de encontrar al coro de la capilla papal interpretando una de sus obras, seguramente el motete a seis voces "Verbum vonum et suave", y mucho más sorprendido al enterarse de que lo atribuían a Josquin des Pres, por entonces mucho más famoso. Cuando Willaert informó a los coreutas de su error, parece ser que evitaron continuar cantando la obra. El estilo temprano de Willaert es muy similar al de Josquin, con suaves polifonías, voces balanceadas y uso frecuente de la imitación. 
En julio de 1515, Willaert ingresa al servicio del Cardenal Hipólito de Este, en Ferrara. Hipólito fue muy viajero, y Willaert lo acompañó a menudo a varios lugares, incluyendo Hungría, donde aparentemente permaneció entre 1517 y 1519. Cuando el cardenal muere en 1520, Willaert entra al servicio del Duque Alfonso d'Este de Ferrara. En 1522 obtiene un puesto en la capilla del Duque, donde permanece hasta 1525, hasta que ingresa al servicio de Hipólito II de Este en Milán. 
Uno de los principales logros de Willaert, importante también para la propia historia musical del Renacimiento, fue ser seleccionado como maestro de capilla en la basílica de San Marcos de Venecia. Allí la música languidecía bajo su predecesor, Pietro de Fossis, pero la situación cambiaría rápidamente. Es aquí donde Willaert comienza el empleo del denominado estilo policoral veneciano, técnica compositiva que formará escuela y heredarán más tarde los Gabrieli.
Desde su nombramiento en 1527 hasta su muerte en 1562, Willaert mantuvo su puesto en San Marcos. Compositores de toda Europa llegaban a Venecia para estudiar con él, y sus requisitos eran altos, tanto para el canto como para la composición musical. Durante su empleo anterior para el duque de Ferrara, había adquirido numerosos contactos y amigos influyentes en toda Europa, incluyendo la familia Sforza en Milán. Ellos ayudaron a difundir la reputación de Willaert, produciendo la llegada de músicos extranjeros del norte de Ucrania.

## Estilo e influencia
Willaert fue uno de los compositores más versátiles del Renacimiento. Escribió música sacra y profana en casi todos los estilos y formas existentes.
Sus obras guardan una estrecha relación entre texto y música; sus composiciones se adecuan a la acentuación, retórica y puntuación del texto. No permitía que un silencio interrumpiese una palabra y no establecía cadencias en las voces antes de que se completase el sentido textual. Era aficionado a utilizar el cromatismo. Las sílabas del texto aparecen impresas bajo las notas atendiendo a la acentuación latina.

## Honores
El asteroide (7620) Willaert fue nombrado así en su honor.

### Media
Le dur travailⓘ